# Ga trung tâm Yangon
Ga trung tâm Yangon (tiếng Miến Điện: ရန်ကုန် ဘူတာကြီး [jàɴɡòʊɴ bùdàdʑí]), nằm ở trung tâm thành phố Yangon, là nhà ga xe lửa lớn nhất ở Myanmar. Nó là cửa ngõ vào mạng lưới đường sắt dài 3,126 dặm (5,031 km) của Đường sắt Myanmar mà phạm vi gồm vùng Thượng Myanmar (Naypyidaw, Mandalay, Shwebo), nội địa (Myitkyina), dãy đồi núi Shan (Taunggyi, Kalaw) và bờ biển Taninthayi (Mawlamyine, Ye).
Nhà ga đầu tiên được người Anh xây dựng vào năm 1877 nhưng đã bị phá hủy khi quân Anh rút lui vào năm 1943 trước bước tiến của quân đội Nhật Bản. Nhà ga hiện tại được kiến trúc sư U Tin thiết kế theo phong cách kiến trúc truyền thống Miến Điện, với mái tầng bản địa đặc sắc gọi là pyatthat, công trình được hoàn thành vào năm 1954. Ga trung tâm Yangon về sau được chính phủ chọn là công trình trọng điểm kể từ năm 1996. Đến tháng 12 năm 2007, chính quyền thành phố Yangon cho công bố một kế hoạch tổng thể sẽ di dời Ga trung tâm Yangon đến một thị trấn vệ tinh là Đông Dagon cách trung tâm thành phố 32 km (20 dặm) vào một thời điểm không xác định.

## Các tuyến
Những tuyến dưới đây sẽ đi qua hoặc chấm dứt tại Ga trung tâm Yangon: 
- Tuyến vòng quanh Yangon
- Tuyến Yangon-Mandalay
- Tuyến Yangon-Mawlamyaing
- Tuyến Yangon-Bagan
- Tuyến Yangon-Aunglan-Bagan
- Tuyến Yangon-Pyay

## Lịch sử
Ga trung tâm Yangon được người Anh xây dựng lần đầu tiên vào năm 1877 để hỗ trợ tuyến đường sắt đầu tiên của Miến Điện từ Yangon đến Pyay. Nhà ga này nằm ở phía nam khu phức hợp đường sắt trên khối thượng tầng ở phố Phayre (nay là phố Pansodan) trong khu trung tâm thành phố. Tòa nhà được thiết kế theo phong cách Victoria của Anh và các lối vào được bao bọc bởi những bãi cỏ. Vẻ đẹp của nhà ga đã khiến người dân địa phương ca ngợi như một Ga Thần Tiên. Trong suốt Thế chiến II nhà ga trở thành một mục tiêu ưa thích cho máy bay ném bom của Nhật Bản. Vào năm 1943 nó đã bị quân Anh phá hủy khi họ tìm đường rút về Ấn Độ.
Nhà ga được xây dựng lại sau chiến tranh theo thiết kế của kiến trúc sư Hla Thwin và dựa trên phong cách kiến trúc truyền thống Miến Điện. Công trình mới có diện tích khoảng 5110 mét vuông (55.000 sq ft). Phía bắc là bãi cỏ, vườn cây và lối vào nhỏ rộng. Thiết kế mới đã được sự chấp thuận của Cục Đường sắt vào ngày 7 tháng 5 năm 1946. Việc xây dựng đã được kiến trúc sư Sithu U Tin bắt đầu tiến hành vào tháng 1 năm 1947 và hoàn thành vào tháng 5 năm 1954 với tổng chi phí khoảng 4.75 triệp kip. Lễ khai mạc nhà ga trung tâm Yangon được tổ chức vào ngày 5 tháng 6 năm 1954. Nhà ga còn được liệt kê vào danh sách Di sản Thành phố Yangon.             